# Sebastian Armesto
Sebastian Felipe Xavier Fernández-Garcia Armesto (* 3. Juni 1982) ist ein britischer Film-, Fernseh- und Theaterschauspieler. Sein Vater ist der Historiker Felipe Fernández-Armesto. Armesto bekam seine Schulausbildung auf dem Eton College.

## Leben

### Fernsehfilme und Kinofilme
Armesto spielte Karl V. in der Serie The Tudors. Er spielte 2008 eine der Hauptrollen in der ITV-Serie The Palace als Prinz George, der sorglose jüngere Bruder des Königs. In der 2008 erschienenen Serie Little Dorrit, einer BBC-Adaptation des gleichnamigen Romans von Charles Dickens, verkörperte er die Rolle des Edmund Sparkler. Im 2011 erschienenen Film Pirates of the Caribbean: On Stranger Tides trat er als der spanische König Ferdinand VI auf. In Roland Emmerichs Film Anonymus spielte er den Dichter und Schauspieler Ben Jonson.
Armesto hatte Auftritte in zwei Folgen der britischen Science-Fiction-Serie Doctor Who ("Bad Wolf/The Parting of the Ways" (2005) und "Human Nature/Family of Blood" (2007)). Er hatte einen Cameoauftritt als Erster Offizier in Star Wars: Das Erwachen der Macht (2015).

### Theateraufführungen
Armesto trat in erstklassigen Theateraufführungen in Großbritannien auf, darunter in drei Stücken im National Theatre und in einer am britischen Königshof.
Für die Schauspielergruppe Simple 8 schreibt er Stücke und führt Regie. Er hat für sie Les Enfants du Paradis für das Theater adaptiert und Regie geführt. In jüngster Zeit war er an Adaptionen von William Hogarths Vier Szenen der Grausamkeit, Das Cabinet des Dr. Caligari und Moby-Dick für das Theater beteiligt und führte Regie.

## Filmografie (Auswahl)
- 1994: Verschwörung der Leckermäuler (A Feast at Midnight)
- 1995: Fünf Freunde (The Famous Five, Fernsehserie, 1 Folge)
- 2004: Hawking – Die Suche nach dem Anfang der Zeit (Hawking, Fernsehfilm)
- 2005: The Bill (Fernsehserie, 1 Folge)
- 2005: Doctor Who (Fernsehserie, 1 Folge)
- 2006: Elizabeth I – The Virgin Queen (Elizabeth I)
- 2006: Ancient Rome: The Rise and Fall of an Empire
- 2006: The Impressionists (Fernsehserie, 2 Folgen)
- 2006: Marie Antoinette
- 2006: Dear Steven Spielberg (Kurzfilm)
- 2006: Blood Monkey
- 2007: The Tudors (Fernsehserie, 1 Folge)
- 2008: The Palace (Fernsehserie, 8 Folgen)
- 2008: Loser’s Anonymous
- 2008: Klein Dorrit (Little Dorrit, Fernsehserie, 12 Folgen)
- 2009: Bright Star
- 2011: Pirates of the Caribbean – Fremde Gezeiten (Pirates of the Caribbean: On Stranger Tides)
- 2011: Anonymus
- 2012: Parade’s End – Der letzte Gentleman (Parade’s End, Fernsehserie 5 Folgen)
- 2014: Copenhagen
- 2015: Coalition (Fernsehfilm)
- 2015: Star Wars – Das Erwachen der Macht (Star Wars: The Force Awakens)
- 2016: Poldark (Fernsehserie, 7 Folgen)
- 2016: New Blood – Tod in London (New Blood)
- 2016: Close to the Enemy (Fernsehserie, 7 Folgen)
- 2017: Broadchurch (Fernsehserie, 8 Folgen)
- 2018: Harlots – Haus der Huren (Harlots, Fernsehserie, 8 Folgen)
- 2018: Vor uns das Meer (The Mercy)
- 2019: Silent Witness (Fernsehserie, 2 Folgen)
- 2019: Gold Digger (Fernsehserie, 6 Folgen)
- 2020: Cursed – Die Auserwählte (Cursed, Fernsehserie, 9 Folgen)
- 2023: Ein Funken Hoffnung – Anne Franks Helferin (A Small Light, Fernsehserie, 4 Folgen)